# لیگ برتر کانادا
لیگ برتر کانادا (سی‌پی‌اِل یا کَن‌پی‌اِل؛ فرانسوی: Première ligue canadienne‎؛ انگلیسی: Canadian Premier League) یک لیگ حرفه‌ای فوتبال در کاناداست. این لیگ در بالای نظام سطح‌بندی لیگ‌های فوتبال و برترين سطح از رقابت‌های لیگ فوتبال کشوری در کاناداست. لیگ، متشکل از هشت تیم از پنج استان کاناداست. هر تیم ۲۸ بازی در فصل عادی انجام می‌دهد و پس از بازی‌های پلی‌آف به فینال لیگ برتر کانادا می‌رسند.
قهرمان لیگ جواز حضور در لیگ کونکاکاف را کسب و با تیم‌هایی از آمریکای مرکزی و کارائیب رقابت می‌کند. تمامی تیم‌های لیگ برتر در قالب مسابقات قهرمانی کانادا به مصاف باشگاه‌هایی از دیگر لیگ‌های کانادا می‌روند. کسب جام قهرمانی کانادا یا قهرمانی در لیگ کونکاکاف، جواز حضور باشگاه‌ها در جام قهرمانان کونکاکاف می‌شود. از سال ۲۰۲۴، دو تیم مستقیماً وارد لیگ قهرمانان کونکاکاف می‌شوند.
در تاریخ ۶ مه ۲۰۱۷، لیگ رسما توسط اتحادیه فوتبال کانادا برای سال ۲۰۱۸ ضمانت اجرا گرفت، اما تا سال ۲۰۱۹ عقب افتاد. تمرکز لیگ بر بهبود استعدادهای ملی فوتبال و ورزش در کاناداست. برای اطمینان از تحقق این هدف، قوانینی تنظیم  شده‌است که شامل حداقل سهمیه بازیکنان کانادایی در فهرست تیم‌ها و ترکیب اصلی، الزام استفاده از بازیکنان زیر ۲۱ سال محلی و سهمیهٔ دانشگاه‌های کاناداست.
فصل اول لیگ، هفت تیم داشت و در سال ۲۰۲۰، اتلتیکو اتاوا به عنوان تیم هشتم برای فصل دوم اضافه شد.

## تاریخچه
از زمان انحلال لیگ اصلی فوتبال کانادا در سال ۱۹۹۲، لیگ دسته اول داخلی حرفه‌ای برای فوتبال کانادا وجود نداشت. تنها مسابقاتی که در سطح کشوری در کانادا برگزار می‌شد، مسابقات جام قهرمانی کانادا بود که از سال ۲۰۰۸ برپا بود. تیم‌های کانادایی در لیگ‌های آمریکا مانند لیگ برتر فوتبال، لیگ فوتبال آمریکای شمالی و چمپیونشیپ لیگ فوتبال بازی می‌کردند، در حالی که لیگ ۱ انتاریو و لیگ برتر فوتبال کبک در سطح استانی ایجاد شدند. نسخه جدیدی از لیگ فوتبال کانادا برای مدت کوتاهی به عنوان یک لیگ دسته سوم نیمه حرفه‌ای توسط فدراسیون فوتبال کانادا از سال ۲۰۱۰ تا ۲۰۱۳ ایجاد شد، اما پس از اینکه هیئت مدیره فدراسیون فوتبال کانادا ساختار جدیدی را برای فوتبال کانادا تصویب کرد، این لیگ ضمانت اجراییش را از دست داد. قبل از لغو ضمانت اجرایی، لیگ فوتبال کانادا درگیر یک رسوایی تبانی بود و طبق گزارش‌ها، اکثر تیم‌ها در فصل ۲۰۱۲ الزامات فدراسیون فوتبال کانادا را رعایت نمی‌کردند.

## فرمت مسابقات
در فصل افتتاحیه به سال ۲۰۱۹، قالب لیگ مشابه لیگ‌های فوتبال در آمریکای لاتین بود و در دو فصل برگزار شد. برندگان دو فصل در فینال لیگ برتر کانادا در دو بازی رفت و برگشت با هم رقابت کردند.
با اضافه شدن هشتمین باشگاه در سال ۲۰۲۰، لیگ به یک فرمت تک فصلی با پلی‌آف تغییر کرد. هر فصل عادی از لیگ برتر کانادا در فاصله آوریل تا اکتبر ادامه دارد. هر تیم ۲۸ بازی انجام می‌دهد که ۱۴ بازی در خانه و ۱۴ بازی خارج از خانه است. چهار تیم برتر از یک فصل عادی در رقابت‌های پلی‌آف به مصاف هم می‌روند تا دو تیم حاضر در فینال مشخص شود.
دیوید کلانچان، کمیسر لیگ بارها اعلام کرده‌است که با پیوستن تیم‌های بیشتر به لیگ، صعود و سقوط در سیستم لیگ فوتبال کانادا اجرا می‌شود.

### سایر مسابقات با حضور باشگاه‌های لیگ برتر کانادا
تیم‌های لیگ برتر کانادا در مسابقات قهرمانی کانادا با تیم‌های کانادایی در سایر لیگ‌های بزرگ فوتبال و قهرمان لیگ ۳ رقابت می‌کنند تا سهمیه کانادا در لیگ قهرمانان کونکاکاف مشخص شود. این مسابقات حذفی است و هر تیم یک بازی خانگی و یک بازی خارج از خانه برگزار می‌کند. در نسخه ۲۰۱۹، تیم‌های لیگ برتر کانادا از مرحله مقدماتی اول و دوم وارد رقابت‌ها شدند.
قهرمان لیگ برتر کانادا به لیگ کونکاکاف می‌رسد و با تیم‌هایی از آمریکای مرکزی و کارائیب برای کسب یکی از شش سهمیه حضور در لیگ قهرمانان کونکاکاف رقابت می‌کند. با توسعه این رقابت‌ها در سال ۲۰۱۹، باشگاه قهرمان لیگ برتر کانادا از دور مقدماتی که در ماه ژوئیه برگزار می‌شود، وارد مسابقات می‌شود. تنها برای سال ۲۰۱۹، این جایگاه به یکی از تیم‌های افتتاحیه لیگ (ادمونتون، فورج، یا والور) بر اساس مسابقات خانگی و خارج از خانه آنها در فصل بهارهٔ سال ۲۰۱۹ اعطا شد. از سال ۲۰۲۴، دو تیم از لیگ کانادا، مستقیماً به دور اول از لیگ قهرمانان کونکاکاف می‌رسند.
== باشگاه‌ها == فورج

## نتایج

### قهرمانان
| نتایج لیگ برتر کانادا | نتایج لیگ برتر کانادا | نتایج لیگ برتر کانادا | نتایج لیگ برتر کانادا |
| تیم                   | عنوان                 | نایب‌قهرمانی(ها)       | قهرمانی(ها)           |
| --------------------- | --------------------- | --------------------- | --------------------- |
| فورج                  | ۲                     | ۱                     | ۲۰۱۹، ۲۰۲۰            |
| پاسیفیک               | ۱                     | ۰                     | ۲۰۲۱                  |

## سازماندهی

### مالکیت
در آوریل ۲۰۱۸، دیوید کلانچان اظهار داشت که لیگ به دنبال اجرای یک ساختار باشگاهی برای لیگ برتر کانادا است، نه یک سیستم مبتنی بر حق امتیاز مانند ام‌ال‌اس.

### عاملین اجرایی لیگ
در ۱۰ ژانویه ۲۰۱۸، دیوید کلانچان، رئیس سابق و مدیر عامل رستوران‌های زنجیره‌ای تیم هورتونز، به عنوان اولین سرپرست لیگ انتخاب شد. در ۲۴ ژانویه، او اعلام کرد که پل بیرن، رئیس لیگ شده است. بیرن که قبلاً بیش از یک سال با لیگ کار کرده بود، نقش مدیریت اجرایی روزانه لیگ را بر عهده گرفت. در ۳۱ ژانویه، لیگ برتر کانادا، جیمز ایستون، ملی‌پوش سابق کانادا را به عنوان نایب رئیس امور عملیاتی فوتبال انتخاب کرد. در ۱۹ سپتامبر ۲۰۱۹، اعلام شد که بیرن از ریاست لیگ برتر کانادا در پایان فصل ۲۰۱۹ کناره‌گیری می‌کند. در ۱۰ ژانویه ۲۰۲۲، کلانچان از سمتش به عنوان سرپرست لیگ استعفا داد.

### بازیکنان
در لیگ برتر کانادا، قانون سقف قرارداد اعمال می‌شود. تمامی باشگاه‌ها موظفند در مجموع ۶۵۰۰۰۰ تا ۸۵۰۰۰۰ دلار کانادا برای هر بازیکن هزینه کنند و حداقل حقوق ۲۲۰۰۰ دلار است. محدوده دستمزد مربیان بین ۳۵۰۰۰۰ تا ۵۵۰۰۰۰ دلار کانادا است و در مجموع سقف آن ۱.۲ میلیون دلار است. برای مقایسه، سقف دستمزد باشگاه‌ها در ام‌ال‌اس، ۹.۲۲۵ میلیون دلار در سال ۲۰۲۱ بود.

### ورزشگاه‌ها

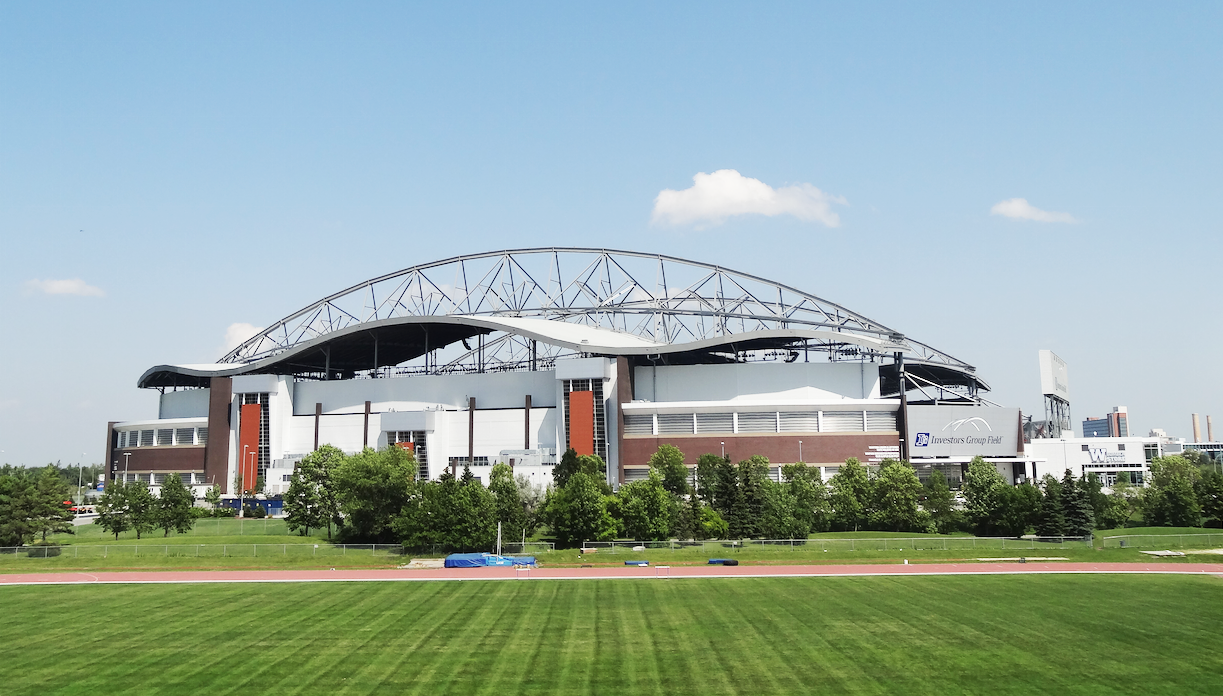
آی‌جی فیلد، خانه والور و بزرگترین ورزشگاه لیگ برتر کانادا است.

لیگ برتر کانادا از ترکیبی از استادیوم‌های موجود، ساخته شده و ارتقا یافته استفاده می‌کند که بسیاری از آنها با سایر تیم‌ها مشترک هستند. آی‌جی فیلد؛ متعلق به والور، تی‌دی پلیس؛ متعلق به اتلتیکو اتاوا و تیم هورتونز فیلد؛ متعلق به فورج، از ورزشگاه‌های موجود در لیگ برتر کانادا هستند و بیشترین ظرفیت را در لیگ دارند. ورزشگاه یورک لاینز؛ متعلق به یورک یونایتد و وست‌هیلز؛ متعلق به پسیفیک، از ورزشگاه‌هایی هستند که تا قبل از لیگ وجود داشتند و ظرفیتشان تا پیش از فصل ۲۰۱۹، ارتقا یافت. اسپرز میدوز؛ متعلق به کاوالری و واندررز گِرَوندز از ورزشگاه‌های جدید در سال ۲۰۱۹ بودند که در موقعیت ورزشگاه‌های از قبل موجود ساخته شدند. ادمونتون همچنان از ورزشگاه کلارک استفاده می‌کند.

## آمار و رکوردها

### جوایز
در انتهای هر فصل، سازمان لیگ جوایز زیر را به منتخبین اهدا می‌کند:
- کفش طلا
- دستکش طلا
- مربی سال
- بازیکن سال
- بهترین بازیکن زیر-۲۱ سال